# Polemon collaris
Espèce
Synonymes
- Microsoma collare Peters, 1881

Polemon collaris est une espèce de serpents de la famille des Lamprophiidae. 

## Répartition
Cette espèce se rencontre :
- en Ouganda ;
- en République démocratique du Congo ;
- au Rwanda ;
- au Burundi ;
- en République centrafricaine ;
- au Cameroun ;
- en République du Congo ;
- en Guinée équatoriale ;
- au Gabon ;
- au Nigeria ;
- en Angola.

## Description
C'est un serpent venimeux.

## Liste des sous-espèces
Selon The Reptile Database (19 février 2014) :
- Polemon collaris brevior (de Witte & Laurent, 1947)
- Polemon collaris collaris (Peters, 1881)
- Polemon collaris longior (de Witte & Laurent, 1947)

## Publications originales
- de Witte & Laurent, 1947 : Revision d'un groupe de Colubridae africains: genres Calamelaps, Miodon, Aparallactus, et formes affines. Mémoires Du Muséum Royal d'Histoire Naturelle de Belgique, sér. 2, vol. 29, p. 1-134.
- Peters, 1881 : Zwei neue von Herrn Major von Mechow während seiner letzten Expedition nach West-Afrika entdeckte Schlangen und eine Übersicht der von ihm mitgebrachten herpetologischen Sammlung. Sitzungsberichte der Gesellschaft naturforschender Freunde zu Berlin, vol. 1881, p. 147-150 (texte intégral).